# Li Rubai
Li Rubai (李如柏) (1553 - 1619) foi um general da Dinastia Ming. Ele era o irmão mais novo de Li Rusong e filho de Li Chengliang. Ele participou na Guerra Imjin e a campanha contra o tardio Jin Khan Nurhaci, onde cometeu suicídio após a derrota em Sarhu.